# 桜井良子 (女優)
桜井 良子（さくらい りょうこ、1954年9月13日 - ）は、日本の女優、声優。本名は内藤 良子。夫は俳優の内藤武敏。

## 略歴
山本安英に師事し、1947年に劇団民藝に入団。
1956年に民藝を退団してフリーとなり、鈴木事務所を経て、みたけプロ、赤坂プロ、エヌ・エー・シーに所属していた。
デビュー時に「櫻井良子」名義で活動していた声優の来宮良子は、桜井との混同を避けるため「来宮」に改名した。

## 出演

### 映画
- 原爆の子（1952年）
- 嫁ぐ今宵に（1953年、女給ハナ）
- 女ひとり大地を行く（1953年、文子）
- 混血児（1953年、タミ子）
- 小さな仲間（1958年、よし）
- 第五福竜丸（1959年、谷岡婦長）
- 海っ子山っ子（1959年、宋助の母）
- 未来につながる子ら（1962年、イネ）
- 非行少年（1962年、根本の母）

### テレビドラマ
- たまゆら（1965年、NHK）
- 一年半待て（1967年、CX）
- 旅路（1967年、NHK）

### 吹き替え
- マーティ（テレサ）
- ヨーク軍曹（ヨークの母〈マーガレット・ワイチャーリイ〉）
- 旅愁（マリア）※NHK版